# Heiko Möhring
Heiko Wilhelm Botho Möhring (* 12. Januar 1940 in Bremen; † 1. Juni 2004) war ein deutscher Bundeswehroffizier, zuletzt Oberst d. R., und späterer Unternehmensberater, der als Förderer neonazistischer Kreise galt.

## Leben
Heiko Möhrings Vater war Lehrer und fiel im Zweiten Weltkrieg als Leutnant der Nebeltruppe im August 1942 bei Stalingrad.
Der vaterlos aufgewachsene Möhring war in seiner Jugend als „Gauleiter“ des Bundes Heimattreuer Jugend (BHJ) in Niedersachsen aktiv und ging Anfang der 1960er Jahre als Offizieranwärter zur Bundeswehr. Als junger Leutnant bewertete er in einem Beitrag in der Zeitschrift Kampftruppen die am 18. September 1964 vom Bundespräsident Heinrich Lübke per Anordnung gestiftete Truppenfahne der Bundeswehr als „Sinnbild unseres soldatischen Dienstes“ und erntete damit in der Truppe Beifall. Als Hauptmann war er 1970/71 Sprecher der so genannten Hauptleute von Unna und wurde in diesem Zusammenhang unter anderem mehrfach im Nachrichtenmagazin Der Spiegel erwähnt bzw. zitiert.
Nach seiner Bundeswehrlaufbahn ging Möhring in die Wirtschaft, wo er zunächst als leitender Angestellter bei der Baufirma Heitkamp in Herne tätig war und danach in Düsseldorf als selbstständiger Unternehmensberater (Möhring Personal-Management GmbH) sowie als Geschäftsführer der Greif Mediendienst & Kommunikation GmbH tätig war.
Möhring hatte Verbindungen in rechtsextreme Kreise, war langjähriger Funktionär des Vereins für das Deutschtum im Ausland (VDA), wo er Vorsitzender des Landesverbands Nordrhein-Westfalen war und dem VDA-Verwaltungsrat angehörte. Möhring hielt Vorträge beim Deutschen Kulturwerk Europäischen Geistes (DKEG) und bei Burschenschaften, beispielsweise bei der Burschenschaft Danubia München, die dem rechtsextremistischen Spektrum zugeordnet und deren Aktivitas vom Bayerischen Verfassungsschutz beobachtet wird. Kontakte unterhielt er auch zur Österreichischen Landsmannschaft (ÖLM). Über seine Personalmanagementfirma vermittelte er auch seinen Mitstreitern Jobs, unter anderem dem aufstrebenden NPD-Mann Holger Apfel eine Stelle beim österreichischen Leopold Stocker Verlag. 1976, als Möhring Mitglied der CDU und Bürgerschaftsvertreter im lokalen Kulturausschuss war, störte er eine Dritte-Welt-Veranstaltung der Christuskirche, indem er die entwicklungspolitische Veranstaltung dem kommunistischen Lager zuordnete und die veranstaltenden Pastoren öffentlich beschimpfte.
Zusammen mit Herbert Taege gab er im Lindhorster Askania-Verlag, der 1976 gegründet wurde und den 1994 der rechtsextreme Verleger Roland Bohlinger übernahm, in den 1980er Jahren die Heftreihe Studiensammlung für Zeitgeschichte und Jugendforschung heraus und verfasste mit Taege zusammen zwei Schriften zur angeblichen „Aufklärung der Geschichtslüge“ über die Massaker von Tulle und Oradour. Er publizierte auch im Deutschen Soldatenjahrbuch, in Nation und Europa und in Deutschland in Geschichte und Gegenwart.
Der Antwort der Bundesregierung auf eine Kleine Anfrage der Bundestagsabgeordneten Ulla Jelpke und der Gruppe der PDS/Linke Liste zum Askania-Verlag ist zu entnehmen, dass Anfang November 1993 lediglich verfassungsschutzrelevante Erkenntnisse aus länger zurückliegenden Jahren über Möhring vorlagen.
Heiko Möhring war auch aktives Mitglied im Bund der Selbständigen. Er kam 2004 bei einem Verkehrsunfall ums Leben. Die Heimattreue Deutsche Jugend (HDJ) betrauerte den Verlust ihres „Förderers, Ratgebers und Kameraden“ und bezeichnete ihn als „aufrechten Kämpfer für unser geknechtetes Volk“.
Seine Urne wurde im Familiengrab auf dem Friedhof Bremen-Hastedt beigesetzt. Er ist der Vater dreier Söhne, darunter die Schauspieler Wotan Wilke Möhring und Sönke Möhring, sowie einer Tochter, der Journalistik-Professorin Wiebke Möhring.